# Эванс, Гэри
Гэри Чарльз Эванс (англ. Gary Charles Evans; 7 октября 1954, Трой, Нью-Йорк — 14 августа 1998, Нью-Йорк, США) — американский серийный убийца. В 1998 году Эванс признался в совершении 5 убийств на территории штата Нью-Йорк. Всю свою сознательную жизнь Эванс принадлежал к криминальной субкультуре, специализировался по кражам антиквариата и был известен многократными попытками побега из-под стражи, самая известная из которых завершилась его смертью. У Гэри Эванса преобладала тяжелая совокупность социально-психологических свойств и качеств, ставших детерминантами его преступной деятельности, доказательством этого является социальный статус его жертв, среди которых преобладали его близкие друзья, с которыми Эванс вел совместную криминальную карьеру с юношеских лет.

## Ранние годы
Гэри Чарльз Эванс родился 7 октября 1954 года в городе Трой, штат Нью-Йорк в семье Флоры и Роя Эвансов. Имел старшую сестру. Эванс рос в социально-неблагополучной обстановке. Оба его родителя страдали психическим расстройством. Мать Гэри помимо психического расстройства проявляла тенденцию к суицидальной идеации и периодически совершала на глазах детей попытки самоубийства. Уже в раннем возрасте Гэри стал проявлять интерес к художественным произведениям и изделиям, представляющим определённую ценность. В возрасте 8 лет Гэри был пойман во время кражи ювелирного изделия, стоимостью 1000 долларов, впоследствии в школьные годы Эванс неоднократно был замечен на воровстве мелких предметов, книг, комиксов и периодически совершал магазинные кражи, заслужив в округе репутацию вора. 
В 1968 году после развода родителей Гэри вместе с матерью переезжает в город Кохос, штат Нью-Йорк, где начинает посещать местную школу Cohoes High School. Летом 1970-года Гэри Эванс подвергается аресту за проникновение на территорию чужой собственности и совершение кражи. Эванс в качестве наказания получает лишение свободы сроком на 90 дней, которое отбывает в учреждении для несовершеннолетних преступников. В это же время мать Гэри — Флора Эванс дважды в течение года выходит замуж и дважды в течение года разводится из-за алкогольной зависимости своих избранников, после чего начинает демонстрировать сексуальные девиации, признаки нарушения сексуального поведения и с 1971 года начинает сожительствовать с женщинами. 
После освобождения из тюрьмы Гэри Эванс вступает в социальный конфликт с матерью, бросает школу и начинает вести бродяжнический образ жизни. В середине 1970-х Эванс возвращается в город Трой, где совместно с друзьями детства по имени Майкл Фалько и Тим Райсдорф, снимает жилье и трудоустраивается.

## Криминальная карьера
13 января 1977 года Эванс был арестован за проникновение в чужой дом и хищение имущества в деревне Лейк-Плесид, штат Нью-Йорк. Гэри был осуждён и получил в качестве наказания 4 года лишения свободы. Для отбытия наказания он был этапирован в тюремное учреждение Clinton Correctional Facility. В это же время от рака горла умирает Рой Эванс — отец Гэри. 
В 1979 году Гэри Эванс, находясь в заключении, был переведен для отбытия наказания в другое учреждение Great Meadow Correctional Facility, расположенное в округе Вашингтон. 21 марта 1980 года Эванс получил условно-досрочное освобождение и вышел на свободу. Он вернулся в квартиру к своим сообщникам Фалько и Райсдорфу, с которыми через некоторое время продолжил совершать ограбления и кражи, используя квартиру как склад для последующего сбыта краденых вещей. В мае 1980 года Эванс был арестован после совершения очередной кражи и был возвращен в окружную тюрьму Old Rensselaer County Jail в городе Трой. В тот же день при помощи нескольких членов банды Ангелы ада Эвансу удается совершить побег, но опыта для дальнейших действий не хватило — и всего через 5 часов после побега Гэри был снова пойман. 21 сентября 1980 года его условно-досрочное освобождение было аннулировано, и Эванс был этапирован обратно в учреждение Clinton Correctional Facility для отбытия полного наказания согласно установленному приговором. 
В 1982 году после драки, учинённой Гэри с другими заключенными, Эванс был обвинён в делинквентном поведении и в качестве наказания был переведен в известную тюрьму Аттика. 29 декабря 1982 года Гэри вышел на свободу. В январе 1983 года Эванс совершает несколько мелких краж в паре с Майклом Фалько, после чего переезжает в штат Флорида. Через месяц в результате ДТП погибает мать Эванса, и он снова возвращается в штат Нью-Йорк, где продолжает свою криминальную карьеру вместе со своими старыми деловыми партнерами Райсдорфом и Фалько. 
10 мая 1983 Эванс снова подвергается аресту за взлом и проникновение на территорию чужой собственности на территории округа Саратога. Он был этапирован в окружную тюрьму Saratoga County Jail. В течение всего 1983 года Эванса несколько раз переводят в различные окружные тюрьмы, но до суда дело так и не доходит. В марте 1984 года Гэри в очередной раз оказывается на свободе. В январе 1985 года Тим Райсдорф прекращает сотрудничество с Эвансом, после чего все последующую криминальную деятельность Эванс совершает только исключительно с Майклом Фалько. 
16 февраля 1985 года Эвансу и Фалько удается совершить ограбление квартиры коллекционера антикварных вещей в городе Восточный Гринбуш. Прибыль от сбыта краденого составляет 15 000 долларов. В апреле 1985 года Эванс совершает ограбление двух наркоторговцев и совершает угон их автомобиля. Прибыль от сбыта в этот раз составила 12 000 долларов, но жертвы преступления идентифицировали Гэри как грабителя и обратились в полицию, в результате чего Эванс при въезде в город Кохос был арестован. Он был этапирован в тюрьму округа Кохос Cohoes County Jail, где вскоре после допроса пошел на сделку с правосудием в обмен на смягчение приговора. Он чистосердечно признался в совершении ограблении первой степени и незаконном хранении оружия. В качестве поощрения за совершение сделки с правосудием Эванса освобождают, но оставляют на испытательном сроке, в период которого он обязывается больше не совершать ничего противозаконного и найти работу, но уже в июле 1985 года вскоре после освобождения Гэри Эванс совершает свое первое убийство. 
В последних числах июля Эванс соорудил из подручных средств глушитель на свой пистолет и с помощью этого модернизированного оружия застрелил Майкла Фалько в их общих апартаментах, расположенных в Нью-Йорке. Соучастником преступления стал Тимоти Райсдорф, который помог Эвансу избавиться от улик и от тела жертвы. Автомобиль с телом Фалько убийцы перегнали в город Лейк-Уэрт в штате Флорида, где захоронили тело на заднем дворе дома, в котором проживала сестра Эванса. Мотивом убийства послужила месть, после того как Райсдорф заявил Эвансу, что Майкл Фалько во время тюремного заключения Гэри обокрал его путем присвоения себе доли средств Гэри, вырученных от сбыта и продажи ворованных вещей. Впоследствии выяснилось, что Райсдорф лжесвидетельствовал. В Лейк-Уэрте преступники провели около 6 недель, после чего вернулись обратно в Нью-Йорк. В августе Эванс в очередной раз подвергается аресту и за нарушение условий испытательного срока предстает перед судом, который приговаривает его к 4 годам лишения свободы. С декабря 1985 года Гэри отбывал свое наказание в тюрьме Синг-Синг. 
Находясь в заключении, Эванс подружился с известным серийным убийцем Дэвидом Берковицем, с которым Эванс продолжительное время занимался в тюрьме культуризмом. В декабре 1987 года Эванс учинил драку с заключенным, отбывавшим наказание за растление несовершеннолетних, в связи с чем Гэри подвергся административному наказанию и водворению в карцер, в котором Эванс провел несколько месяцев. 1 марта 1988 года Гэри Эванс в очередной раз вышел на свободу. На свободе Эванс познакомился с 27-летним вором и грабителем Дэмиеном Куомо, с которым начинает сотрудничество. 
В период с марта 1988 года по сентябрь 1989 года Эванс и Куомо совершили много удачных краж и ограблений и серьёзно повышают уровень своей квалификации. Во время задержания в марте 1989 года в автомобиле грабителей полицией были обнаружены лыжные маски, электрошокеры, перчатки, полицейский сканер, карты, инструменты, используемые для взлома и проникновения, включая веревочную лестницу, но из-за недостатка доказательств никаких обвинений грабителям не было предъявлено и их пришлось отпустить. 8 сентября 1989 года Эванс во время ограбления магазина в городе Уотертаун застрелил его хозяина 63-летнего Дагласа Берри, который оказал ожесточенное сопротивление в ходе ограбления. Дэмиен Куомо стал соучастником убийства, но преступники не оставили улик и никаких зацепок следствию. Прибыль от сбыта награбленного составила 15 000 долларов. 
29 декабря 1989 года Эванс совершает очередное убийство. Жертвой становится его сообщник Дэмиен Куомо. После убийства Дагласа Берри Куомо стал проявлять признаки девиантного поведения и впал в депрессию, вследствие чего Эванс решил убить своего сообщника как нежелательного свидетеля убийства, что и послужило основным мотивом убийства Куомо. 
После убийства Дэмиена Куомо Гэри в начале 1990 года снова переехал в штат Флорида, где прожил несколько недель. После Флориды Гэри переехал в штат Калифорния, где встретил знакомую женщину, с которой он не виделся 15 лет. Вскоре он был арестован за угрозы в адрес её и его мужа после отказа женщины вступить с ним в половую связь. Так как имелись основания опасаться осуществления этих угроз, Эвансу грозила уголовная ответственность, но он был отпущен при условии, что через несколько дней покинет штат. Гэри Эванс покинул Калифорнию и вернулся в штат Нью-Йорк. 
17 октября 1991 года Гэри Эванс убил свою четвёртую жертву. Жертвой оказался 36-летний Грегори Джубен, владелец ювелирного магазина. После убийства Эванс ограбил магазин и впоследствии выручил от продажи товара более 60 000 долларов прибыли. Орудие убийства Гэри закопал на территории кладбища Albany Rural Cemetery в деревне Менандс. С кладбища Эванс демонтировал мраморную надгробную плиту весом в 500 кг, которую затем успешно продал. После убийства Джубена Эванс отошёл от криминального образа жизни и устроился на работу. В течение следующих нескольких лет Эванс работал подёнщиком, периодически совершая мелкие кражи. В очередной раз он был привлечён к уголовной ответственности только в январе 1994 года. Гэри был арестован за мародёрство и вандализм, который учинил на территории кладбища, пытаясь снова заработать на краже, и последующего сбыта надгробных мраморных плит. За это преступление Эванс около месяца провел в окружной тюрьме Albany County Jail в округе Олбани. 
В марте 1994 года Эванс совершил преступление в городе Вудсток, штат Вермонт. Он проник в городскую публичную библиотеку и похитил книгу, признанную шедевром книжного дела и величайшей библиографической редкостью под названием «Птицы Америки». В течение следующих нескольких месяцев Эванс пытался найти покупателя, но это привело в итоге к тому, что с помощью полицейских информаторов из числа преступников полиция вышла на след Гэри и в июне 1994 года он был арестован. Ему грозило наказание в виде пожизненного лишения свободы, но так как он раскрыл местонахождение книжного издания и вернул его в сохранности, он был приговорен всего лишь к 27 месяцам лишения свободы, которые отбывал в одной из тюрем штата Вермонт. 
Эванс вышел на свободу 6 июня 1996 года, получив условно-досрочное освобождение и вернулся в Нью-Йорк, где возобновил сотрудничество с Тимом Райсдорфом. Преступники арендовали складское помещение для хранения инструментов и краденых вещей. Так как Райсдорф был сообщником Гэри при совершении преступлений и соучастником убийства Майкла Фалько, Эванс к тому времени начал страдать приступами паранойи и постоянно выстраивал всяческие теории заговоров против себя. 3 октября 1997 года во время одного из приступов паранойи Эванс застрелил Райсдорфа. 
Впоследствии Эванс расчленил труп жертвы, избавился от орудий убийства и останков тела, похоронив их в лесистой местности. После совершения убийства Эванс покинул пределы штата Нью-Йорк, тем самым в очередной раз нарушив условия условно-досрочного освобождения, и был объявлен в розыск.

## Признание
27 мая 1998 года Гэри Эванс добровольно пришёл в полицейский участок города Джонсбери, штат Вермонт, где вскоре дал признательные показания в совершении серийных убийств. Незадолго до этого Эванс стал осведомлён о том, что 9-летний сын Райсдорфа стал замкнутым и приобрёл другие негативные черты характера в связи с исчезновением отца. Убийство отца мальчика, которое стало причиной негативных последствий для ребёнка и чувство вины по отношению к нему, по словам Эванса, стало основным мотивом, побудившим его заявить о признании вины в совершении убийств. 24 июня 1998 года Эванс описал детали каждого из убийств и раскрыл местонахождения захоронения тел жертв Майкла Фалько и Тима Райсдорфа, которые в июле были обнаружены в местах, указанных Гэри Эвансом.

## Смерть
12 августа 1998 года Гэри Эванс предстал в окружном суде Rensselaer County Court, где в присутствии родственников жертв ему были предъявлены обвинения в трех убийствах. Вскоре Эванс был этапирован в округ Олбани, где в местном окружном суде ему были предъявлены обвинения в нарушении условий условно-досрочного освобождения, после чего было принято решение этапировать его окружную тюрьму Troy County Jail в городе Трой, для дальнейшего содержания. 
14 августа во время этапирования в Трой Эванс, будучи закованным в наручники и несмотря на другие меры ограничения свободы действий, сумел разбить окно полицейского фургона и выброситься из окна автомобиля во время его проезда по мосту Трой-Менандс. Эванс добежал до ограждения моста и спрыгнул с высоты в 20 метров в реку Гудзон, ударился о мель, получив тяжелые травмы головы, от которых мгновенно скончался. Так как глубина реки в том месте не превышала 50 сантиметров, инцидент впоследствии был признан самоубийством. Ряд знакомых, включая адвоката Эванса и следователя Джима Хортона, который был знаком с Эвансом с конца 1970-х и занимался расследованием ограблений, впоследствии заявили, что Эванс планировал самоубийство задолго до инцидента и незадолго до его гибели разослал им предсмертные записки, в которых заявил о раскаянии в содеянном и неспособности вести жизнь в социальной изоляции, которая одновременно станет причиной и симптомом эмоциональных и психологических причин в будущем. 
Гэри Эванс, несмотря на принадлежность к криминальной субкультуре, обладал сложной системой мировоззрения и философией. Эванс был вегетарианцем, не курил и не принимал алкогольных веществ. По словам его друзей и знакомых, в последние месяцы жизни Эванс находился в состоянии тяжелого внутриличностного конфликта из-за возможного наказания за совершение убийств в виде смертной казни путем введения смертельной инъекции. 
Сам факт смертельной инъекции противоречил его мировоззрению, так как Эванс никогда не принимал наркотических веществ путем внутривенных инъекций.

## В массовой культуре
История жизни Гэри Чарльза Эванса стала объектом исследования для ряда авторов. После смерти Эванса были выпущены несколько книг о биографии преступника. Помимо этого одна из серий американского сериала «Я убил своих лучших друзей» (англ. I killed my BFF)" под названием «Мой лучший друг — серийный убийца (англ. My Best Friend the Serial Killer)» основана на деталях биографии Гэри Эванса и его друзей, которые впоследствии стали его жертвами.